# Cionophora kollari
Cionophora kollari är en tvåvingeart som beskrevs av Egger 1854. Cionophora kollari ingår i släktet Cionophora och familjen stilettflugor. Inga underarter finns listade i Catalogue of Life.